# Parco nazionale di Ba Be
Il parco nazionale di Ba Be (in vietnamita:Vườn quốc gia Ba Bể) è un'area naturale protetta del Vietnam. È stato istituito nel 1977 e occupa una superficie di 76,10 km² nella provincia di Bac Kan. È comunemente chiamato anche Pia Bioc o Phia Booc.
Il parco nazionale prende il nome dal lago omonimo, che a dispetto del suo significato letterale (Ba Be vuol dire tre laghi) è un unico bacino idrico, nonché il più vasto lago naturale del Vietnam.
Il lago dà il nome anche al Distretto in cui si trova, il Distretto di Ba Be, ed è circondato da una preziosa foresta di piante sempreverdi che permette a numerose specie di mammiferi vulnerabili di conservarsi.
Il parco nazionale è attraversato dai fiumi Ta Han, Nam Cuong e Cho Leng.

## Fauna
Nel parco nazionale si incontra il gatto marmorato (Pardofelis marmorata), felino raro originario del Sud-est asiatico.
Tra i mammiferi, ricordiamo anche la presenza dello zibetto delle palme di Owston (Chrotagale owstoni) e del presbite di François (Trachypithecus francoisi).